# Florian Engelhardt
Florian Engelhardt (* 16. Juni 2003) ist ein deutscher Fußballspieler.

## Karriere
Nach seinen Anfängen in der Jugend des SC Fortuna Köln, des 1. FC Köln, für den er 13 Spiele in der B-Junioren-Bundesliga bestritt, und nochmals des SC Fortuna Köln, für den er vier Spiele in der A-Junioren-Bundesliga bestritt, wechselte er im Sommer 2021 in die Jugendabteilung von Viktoria Köln. Für seinen Verein bestritt er fünf Spiele in der A-Junioren-Bundesliga. Im März 2022 unterschrieb er bei seinem Verein seinen ersten Profivertrag und rückte in den Kader der ersten Mannschaft auf. Um Spielpraxis zu sammeln, wurde er im Januar 2023 für den Rest der Saison an den Regionalligisten FC Rot-Weiß Koblenz ausgeliehen. Nach dem Abstieg seiner Mannschaft kehrte er im Sommer 2023 nach Köln zurück und kam dort auch zu seinem ersten Einsatz im Profibereich in der 3. Liga, als er am 10. Dezember 2023, dem 18. Spieltag, beim 1:1-Auswärtsunentschieden gegen den SSV Jahn Regensburg in der Startformation stand.

## Erfolge
- Rheinlandpokal-Sieger: 2023 mit Rot-Weiß Koblenz
- Mittelrheinpokal-Sieger: 2025 mit Viktoria Köln